# Ciwarak
Ciwarak is een bestuurslaag in het regentschap Tasikmalaya van de provincie West-Java, Indonesië. Ciwarak telt 6461 inwoners (volkstelling 2010).